# Női 3 méteres szinkronugrás a 2013-as mű- és toronyugró-Európa-bajnokságon
A 2013-as mű- és toronyugró-Európa-bajnokságon a női 3 méteres szinkronugró versenyszámát június 23-án rendezték meg a Neptun Swimming Poolban. A győzelmet – sorozatban ötödször – az olasz Tania Cagnotto, Francesca Dallapé duó szerezte meg 324,30 ponttal, míg a Gondos Flóra, Reisinger Zsófia kettős a hetedik helyen végzett.

## Versenynaptár
Az időpontok helyi idő szerint olvashatóak.
| Dátum                      | Időpont | Forduló   |
| -------------------------- | ------- | --------- |
| 2012. június 23., vasárnap | 09:00   | Selejtező |
| 2012. június 23., vasárnap | 14:30   | Döntő     |

## Eredmény
| # | Versenyző                          | Ország                   | Selejtező | Selejtező | Döntő  | Döntő   |
| # | Versenyző                          | Ország                   | Pontok    | Rangsor   | Pontok | Rangsor |
| - | ---------------------------------- | ------------------------ | --------- | --------- | ------ | ------- |
|   | Tania Cagnotto Francesca Dallapé   | Olaszország (ITA)        | 300,90    | 2         | 324,30 | 1       |
|   | Hanna Piszmenszka Olena Fedorova   | Ukrajna (UKR)            | 301,20    | 1         | 300,60 | 2       |
|   | Rebecca Gallantree Alicia Blagg    | Egyesült Királyság (GBR) | 291,90    | 3         | 292,17 | 3       |
| 4 | Kieu Duong Tina Punzel             | Németország (GER)        | 276,30    | 5         | 291,00 | 4       |
| 5 | Marija Polujanova Krisztina Ilinih | Oroszország (RUS)        | 281,10    | 4         | 282,30 | 5       |
| 6 | Inge Jansen Celine van Duijn       | Hollandia (RUS)          | 271,80    | 6         | 277,50 | 6       |
| 7 | Gondos Flóra Reisinger Zsófia      | Magyarország (HUN)       | 254,40    | 8         | 259,98 | 7       |
| 8 | Taina Karvonen Iira Laatunen       | Finnország (FIN)         | 261,03    | 7         | 258,45 | 8       |
|   |                                    |                          |           |           |        |         |
| 9 | Eleni Katsouli Ioulianna Banousi   | Görögország (GRE)        | 222,51    | 9         |        |         |